# Can Torrent (Espinelves)
Can Torrent és una casa d'Espinelves (Osona) inclosa a l'Inventari del Patrimoni Arquitectònic de Catalunya.

## Descripció
Edifici civil. Casa entre mitgeres, orientada a llevant i coberta a dues vessants amb el carener paral·lel a la façana.
Consta de planta baixa i dos pisos. A la planta s'obre un portal dovellat de pedra foguera, amb dues finestres laterals emmarcades per carreus de pedra i protegides per reixes de ferro. Al primer pis n'hi ha dues més, descentrades de l'eix central i petits ampits de pedra.
El mur és arrebossat i pintat. Cal remarcar les obertures.
L'estat de conservació és bo, ja que ha estat rehabilitada.

## Història
Casa de carrer que, segons consta a la llinda central del portal, fou ampliada o construïda al segle xviii (1760).
Durant el segle xviii i XIX, Espinelves conegué la seva màxima esplendor demogràfica amb 64 i 111 famílies respectivament.